# Symphonie de Psaumes
La Symphonie de Psaumes est une œuvre pour chœur et orchestre d'Igor Stravinsky écrite entre janvier et août 1930 puis révisée en 1948.

## Historique
L'œuvre est commandée en 1929 par Serge Koussevitzky pour le 50e anniversaire de l'Orchestre symphonique de Boston. Gabriel Paichadze, son éditeur, souhaite une pièce « populaire » mais Stravinsky donne à ce terme le sens « d’universellement admiré » et non la signification de « s’adapter à la compréhension populaire ». Par ailleurs, Stravinsky avait en tête une symphonie chorale sur les psaumes depuis un certain temps : il choisit d'écrire pour un ensemble choral et instrumental où les deux éléments sont à égalité. Pratiquant régulier depuis 1926 après des années d'indifférence à la religion orthodoxe, il choisit alors le populaire Laudate Dominum tant pour son universalité que pour sa thématique qui est la louange de Dieu par la musique,.
La genèse est inversée : il commence la composition peu après Œdipus rex, en janvier 1930 à Nice et achève le troisième  mouvement le 27 avril ; il achève le second mouvement le 17 juillet et le premier le 15 août, jour de l'Assomption de Marie, dans sa résidence estivale à Écharvines, en Haute-Savoie, dans un état « d'ébullition religieuse et musicale ». La partition porte l'inscription suivante : « Cette symphonie composée à la gloire de DIEU est dédiée au Boston Symphony Orchestra à l'occasion du cinquantième anniversaire de son existence ».
La particularité de cette pièce est le jeu que fait Stravinsky envers les traditions. En effet, une symphonie est de nature profane (sans lien avec la religion) et le psaume appartient au domaine du sacré. Cette pièce est une nouveauté car elle brise les coutumes. La création a lieu à Bruxelles lors d'un Festival Stravinsky le 13 décembre 1930, le chœur et l'orchestre de la Société Philharmonique étant dirigés par Ernest Ansermet; elle est jouée six jours plus tard à Boston par ses commanditaires.
La version de 1930 est publiée par l’Édition Russe de Musique et la version révisée de 1948 par Boosey & Hawkes.
Le chorégraphe Jiří Kylián adapte la Symphonie de Psaumes en ballet en 1978.

## Structure

### Instrumentation
| Instrumentation de la symphonie                                                 |
| Bois                                                                            |
| 5 flûtes (dont 1 piccolo), 4 hautbois, 1 cor anglais, 3 bassons, 1 contrebasson |
| Cuivres                                                                         |
| 4 cors en Fa, 1 trompette en Ré, 4 trompettes en Ut, 3 trombones, 1 tuba        |
| Percussions, harpe et claviers                                                  |
| Timbales, grosse caisse, harpe, 2 pianos                                        |
| Cordes                                                                          |
| violoncelles, contrebasses                                                      |
| Voix                                                                            |
| Chœur SATB                                                                      |

Dans la préface de la partition, Stravinsky indique préférer un chœur d'enfants pour les premières voix (sopranos et altos).
La partition omet les clarinettes, les violons et les altos. 

### Analyse générale
L'œuvre comporte trois parties devant être jouées sans discontinuité et son exécution dure environ 22 minutes. La structure en trois mouvements est coutumière du musicien (Symphonie en trois mouvements, Symphonie en ut, concertos divers…) et s'oppose à la forme classique en quatre mouvements.
La présence d'une double fugue dans le deuxième mouvement est significative et fait référence à Bach.
- Exaudi orationem meam (Psaume 38, versets 13 et 14)
- Expectans expectavi Dominum (Psaume 40, versets 2 à 4)
- Laudate Dominum (Psaume 150 en entier)

Le premier mouvement, qui commence par l'accord des psaumes, sert de prélude à la double fugue du second mouvement. Le troisième mouvement contraste par son expressivité.

## Mouvements

### Premier mouvement
| verset | original hébreu                                                                   | Vulgate latine | traduction française de Louis Segond |
| ------ | --------------------------------------------------------------------------------- | --- | --- |
| 13     | שִׁמְעָה תְפִלָּתִי יְהוָה, וְשַׁוְעָתִי הַאֲזִינָה--אֶל-דִּמְעָתִי, אַל-תֶּחֱרַשׁ:כִּי גֵר אָנֹכִי עִמָּךְ; תּוֹשָׁב, כְּכָל-אֲבוֹתָי | Exaudi orationem meam Domine et deprecationem meam auribus percipe lacrimas meas ne sileas quoniam advena sum apud te et peregrinus sicut omnes patres mei | Écoute ma prière, Éternel, et prête l’oreille à mes cris ! Ne sois pas insensible à mes larmes ! Car je suis un étranger chez toi, un habitant, comme tous mes pères. |
| 14     | הָשַׁע מִמֶּנִּי וְאַבְלִיגָה-- בְּטֶרֶם אֵלֵךְ וְאֵינֶנִּי                                                | Remitte mihi ut refrigerer priusquam abeam et amplius non ero                                                                                              | Détourne de moi le regard, et laisse-moi respirer, avant que je m’en aille et que ne sois plus !                                                                      |

### Deuxième mouvement
| verset | original hébreu                                                     | Vulgate latine | traduction française de Louis Segond |
| ------ | ------------------------------------------------------------------- | --- | --- |
| 2      | ב קַוֹּה קִוִּיתִי יְהוָה; וַיֵּט אֵלַי,                                          | Exspectans exspectavi Dominum, et intendit mihi.                                                                                      | J’avais mis en l’Éternel mon espérance ; et il s’est incliné vers moi, il a écouté mes cris.                                                             |
| 3      | ג וַיַּעֲלֵנִי, מִבּוֹר שָׁאוֹן-- מִטִּיט הַיָּוֵן:וַיָּקֶם עַל-סֶלַע רַגְלַי; כּוֹנֵן אֲשֻׁרָי.        | Et exaudivit preces meas, et eduxit me de lacu miseriæ et de luto fæcis. Et statuit super petram pedes meos, et direxit gressus meos. | Il m’a retiré de la fosse de destruction, du fond de la boue ; et il a dressé mes pieds sur le roc, il a affermi mes pas.                                |
| 4      | ד וַיִּתֵּן בְּפִי, שִׁיר חָדָשׁ-- תְּהִלָּה לֵאלֹהֵינוּ:יִרְאוּ רַבִּים וְיִירָאוּ; וְיִבְטְחוּ, בַּיהוָה. | Et immisit in os meum canticum novum, carmen Deo nostro. Videbunt multi, et timebunt, et sperabunt in Domino.                         | Il a mis dans ma bouche un cantique nouveau, une louange à notre Dieu ; beaucoup l’ont vu, et ont eu de la crainte, et ils se sont confiés en l’Éternel. |

### Troisième mouvement
| verset | original hébreu                          | Vulgate latine                                                                     | traduction française de Louis Segond                                                                     |
| ------ | ---------------------------------------- | ---------------------------------------------------------------------------------- | --- |
| 1      | הַלְלוּ-יָהּ:הַלְלוּ-אֵל בְּקָדְשׁוֹ; הַלְלוּהוּ, בִּרְקִיעַ עֻזּוֹ | Alleluia laudate Dominum in sanctis eius laudate eum in firmamento virtutis eius   | Louez l’Éternel ! Louez Dieu dans son sanctuaire ! Louez-le dans l’étendue, où éclate sa puissance !     |
| 2      | הַלְלוּהוּ בִגְבוּרֹתָיו; הַלְלוּהוּ, כְּרֹב גֻּדְלוֹ        | Laudate eum in virtutibus eius laudate eum secundum multitudinem magnitudinis eius | Louez-le pour ses hauts faits ! Louez-le selon l’immensité de sa grandeur !                              |
| 3      | הַלְלוּהוּ, בְּתֵקַע שׁוֹפָר; הַלְלוּהוּ, בְּנֵבֶל וְכִנּוֹר    | Laudate eum in sono tubae laudate eum in psalterio et cithara                      | Louez-le au son de la trompette ! Louez-le avec le luth et la harpe !                                    |
| 4      | הַלְלוּהוּ, בְּתֹף וּמָחוֹל; הַלְלוּהוּ, בְּמִנִּים וְעֻגָב    | Laudate eum in tympano et choro laudate eum in cordis et organo                    | Louez-le avec le tambourin et avec des danses ! Louez-le avec les instruments à cordes et le chalumeau ! |
| 5      | הַלְלוּהוּ בְצִלְצְלֵי-שָׁמַע; הַלְלוּהוּ, בְּצִלְצְלֵי תְרוּעָה  | Laudate eum in cymbalis bene sonantibus laudate eum in cymbalis iubilationis       | Louez-le avec les cymbales sonores ! Louez-le avec les cymbales retentissantes !                         |
| 6      | כֹּל הַנְּשָׁמָה, תְּהַלֵּל יָהּ: הַלְלוּ-יָהּ               | Omnis spiritus laudet Dominum                                                      | Que tout ce qui respire loue l’Éternel ! Louez l’Éternel !                                               |

## Effectif vocal et instrumental
Dans le chœur mixte à 4 voix, les voix supérieures sont de préférence confiées à un ensemble d'enfants mais il peut être remplacé par des voix féminines.
Du point de vue instrumental, l'effectif est de 5 flûtes, 5 hautbois, 4 bassons, 4 cors, 5 trompettes, 3 trombones, 1 tuba. Les cordes sont seulement composées de violoncelles et contrebasses. Aux percussions, on ne trouve que la timbale et la grosse caisse (peu utilisée). L'ensemble orchestral est complété par 1 harpe et 2 pianos.

## Discographie
- Igor Stravinsky, Chœur Alexis Vlassov[13], Orchestre des Concert Straram, 17-18 février 1931 (EMI Composers In Persons)
- Ernest Ansermet, Chœur et Orchestre philharmonique de Londres, octobre 1947 (Cascavelle)
- Igor Stravinsky, Festival Singers of Toronto, CBC Symphony Orchestra, 30 mars 1963 (Sony)
- Karel Ančerl, Chœur et Orchestre philharmonique tchèque (Supraphon)
- Leonard Bernstein, Chœur du Festival Bach[14], Orchestre symphonique de Londres (Sony)
- Pierre Boulez, Rundfunkchor Berlin, Orchestre philharmonique de Berlin, février 1996 (Deutsche Grammophon)